# Bahnhof Tokishi
Der Bahnhof Tokishi (jap. 土岐市駅, Tokishi-eki) ist ein Bahnhof auf der japanischen Insel Honshū. Er wird von der Bahngesellschaft JR Central betrieben und befindet sich in der Präfektur Gifu auf dem Gebiet der Stadt Toki.

## Verbindungen
Tokishi ist ein Zwischenbahnhof und früherer Trennungsbahnhof an der Chūō-Hauptlinie der Bahngesellschaft JR Central, einer der bedeutendsten Bahnstrecken Japans, die Nagoya mit Shiojiri, Kōfu und Tokio verbindet. Es verkehren drei Eilzüge stündlich zwischen Nagoya und Nakatsugawa, wobei ein Teil von ihnen bereits in Mizunami wendet. Hinzu kommen mehrere Home Liner, Eilzüge mit reservierten Sitzplätzen. Lokalzüge mit Halt an allen Bahnhöfen bis Nagoya ergänzen das Angebot, sodass während der morgendlichen Hauptverkehrszeit bis zu sieben Züge stündlich verkehren. Vor dem Haupteingang befinden sich Bushaltestellen, an denen mehrere Linien der Gesellschaft Tōnō Tetsudō halten.

## Anlage
Der Bahnhof steht an der Grenze zwischen den Stadtteilen Izumichō im Süden und Izumigowachi im Norden. Der Bereich südlich der Gleise ist das eigentliche Stadtzentrum, während nördlich davon Wohngebiete dominieren. Die Anlage ist von Nordosten nach Südwesten ausgerichtet und umfasst sechs ebenerdige Gleise, von denen drei dem Personenverkehr dienen. Diese liegen an einem Mittelbahnsteig und einem Seitenbahnsteig, die beide überdacht sind. Zwei Überführungen nahe den Bahnsteigenden stellen die Verbindung zum Empfangsgebäude an der Südseite her, der Zugang erfolgt mittels Treppen, Rolltreppen und Aufzügen. Nicht mit den Bahnsteigen verbunden ist ein Fußgängertunnel am östlichen Rand der Anlage, der vom Bahnhofsvorplatz zu einem Kreisverkehr an der Nordseite führt. Die drei nördlichsten Gleise dienen als Abstellanlage.
Im Fiskaljahr 2019 nutzten durchschnittlich 5034 Fahrgäste täglich den Bahnhof.

## Bilder

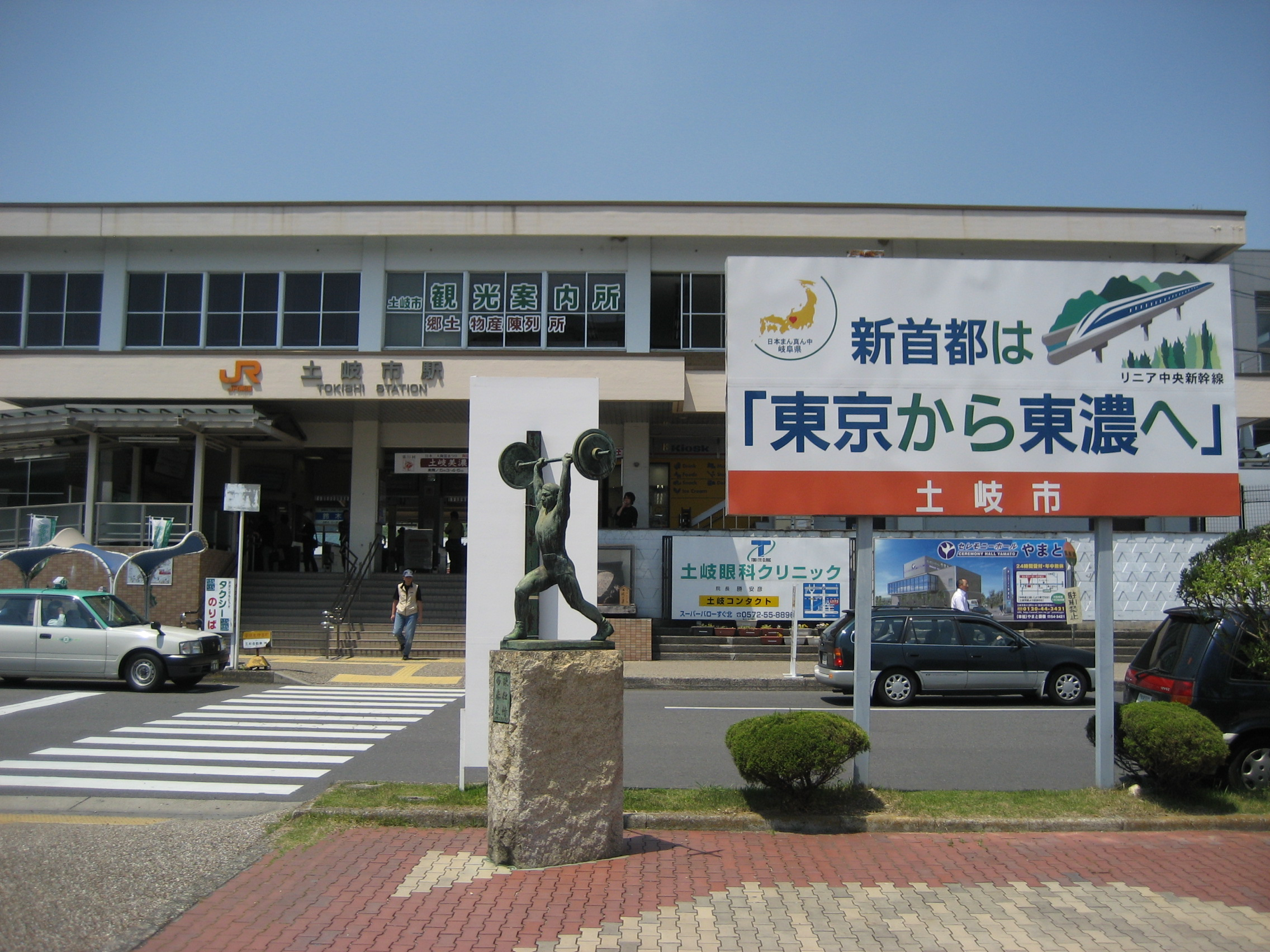
Ansicht des Eingangsbereichs
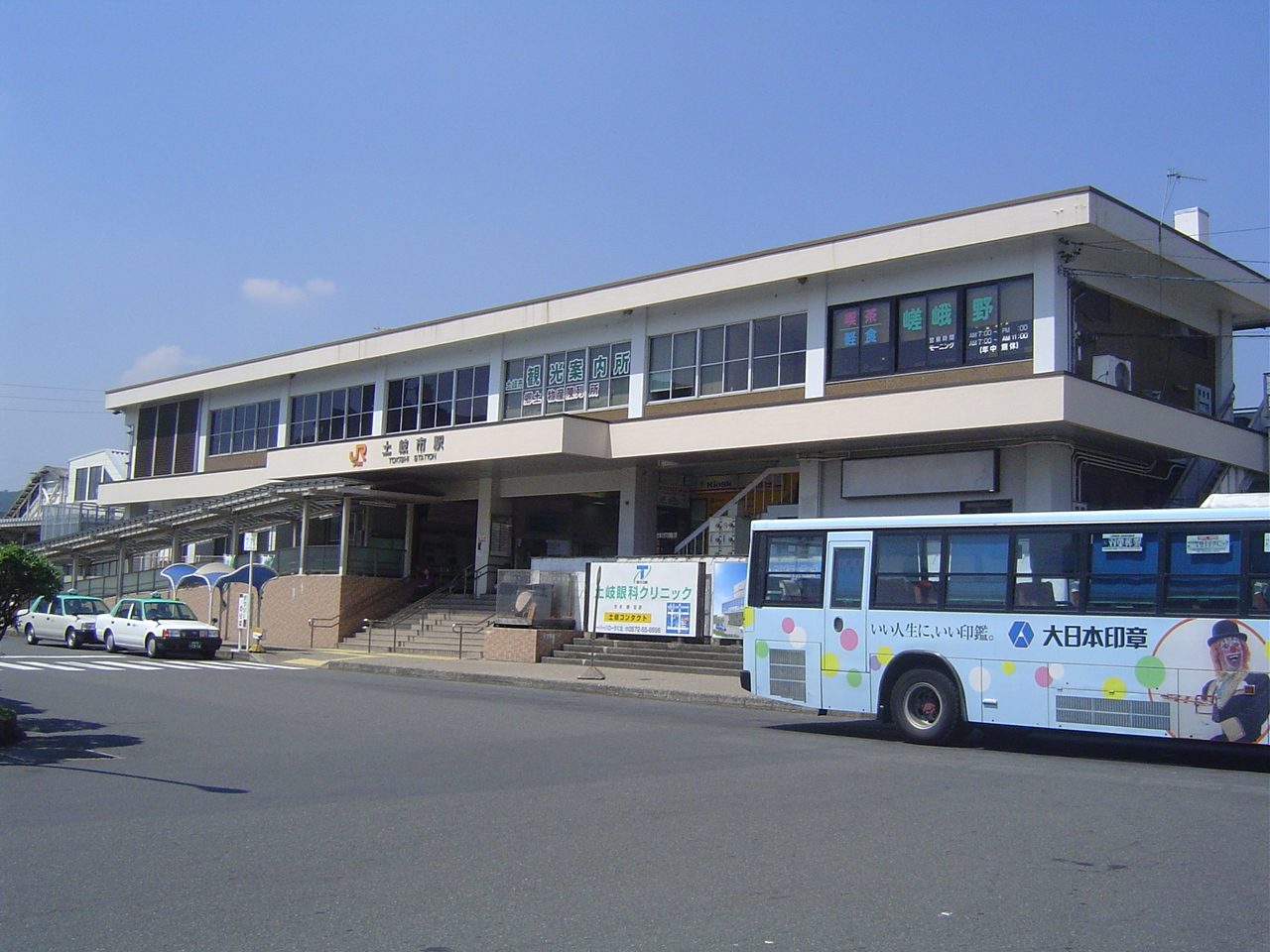
Bahnhofsvorplatz
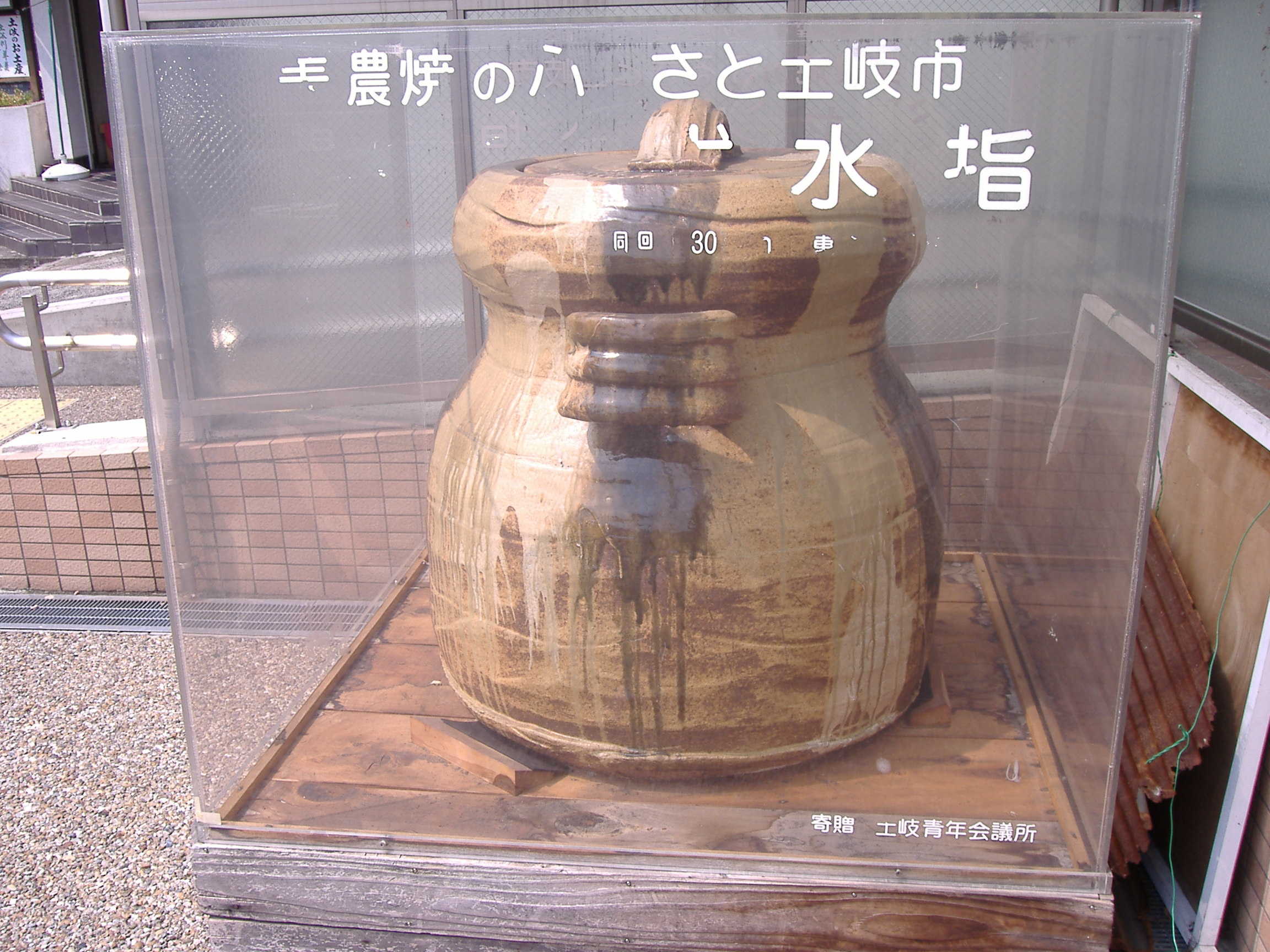
Teekessel aus Mino-Keramik im Eingangsbereich

## Gleise
| 1/2 | ▉ Chūō-Hauptlinie | Kōzōji • Ōzone • Kanayama • Nagoya    |
| 3   | ▉ Chūō-Hauptlinie | Nakatsugawa • Shiojiri • Kōfu • Tokio |

## Linien
| Verlauf der Chūō-Hauptlinie |
| --- |
| Takao • Sagamiko • Fujino • Uenohara • Shiotsu • Yanagawa • Torisawa • Saruhashi • Ōtsuki • Hatsukari • Sasago • Kai-Yamato • Katsunuma-budōkyō • Enzan • Higashi-Yamanashi • Yamanashishi • Kasugaichō • Isawa-Onsen • Sakaori • Kōfu • Ryūō • Shiozaki • Nirasaki • Shimpu • Anayama • Hinoharu • Nagasaka • Kobuchizawa • Shinano-Sakai • Fujimi • Suzurannosato • Aoyagi • Chino • Kami-Suwa • Shimo-Suwa • Okaya • Midoriko • Shiojiri • Seba • Hideshio • Niekawa • Kiso-Hirasawa • Narai • Yabuhara • Miyanokoshi • Harano • Kiso-Fukushima • Agematsu • Kuramoto • Suhara • Ōkuwa • Nojiri • Jūnikane • Nagiso • Tadachi • Sakashita • Ochiaigawa • Nakatsugawa • Mino-Sakamoto • Ena • Takenami • Kamado • Mizunami • Tokishi • Tajimi • Kokokei • Jōkōji • Kōzōji • Jinryō • Kasugai • Kachigawa • Shin-Moriyama • Ōzone • Chikusa • Tsurumai • Kanayama • Nagoya Tatsuno-Zweigstrecke: Okaya • Kawagishi • Tatsuno • Shinano-Kawashima • Ono • Shiojiri |

## Geschichte
Das staatliche Eisenbahnamt (das spätere Eisenbahnministerium) eröffnete den Bahnhof am 21. Dezember 1902 unter dem Namen Tokitsu (土岐津), zusammen mit dem von Tajimi nach Nakatsugawa führenden Teilstück der Chūō-Hauptlinie. Die private Bahngesellschaft Tōnō Tetsudō eröffnete 1922 den ersten Abschnitt der Dachi-Linie, jedoch endete die Strecke damals nicht im Staatsbahnhof, sondern etwa zweihundert Meter südwestlich davon im Bahnhof Shin-Tokitsu. Am 1. März 1928 verlängerte die Tōnō Tetsudō die Nebenstrecke zum Bahnhof Tokitsu, wodurch der längere Fußmarsch dazwischen entfallen konnte. Am 1. Juli 1965 benannte die Japanische Staatsbahn den Bahnhof in Tokishi um. 1968 nahm sie eine Renovation des Empfangsgebäudes vor. Schwere Überschwemmungen zerstörten im Juli 1974 die Trasse der Dachi-Linie, worauf die Tōnō Tetsudō sich am 21. Oktober desselben Jahres dazu entschloss, die Strecke stillzulegen. Aus Rationalisierungsgründen stellte die Staatsbahn am 10. Januar 1984 den Güterumschlag ein, drei Wochen später am 1. Februar auch die Gepäckaufgabe. Im Rahmen der Staatsbahnprivatisierung ging der Bahnhof am 1. April 1987 in den Besitz der neuen Gesellschaft JR Central über.